# Ľubietová
Ľubietová je obec na Slovensku v okrese Banská Bystrica.
V minulosti byla obec Ľubietová jedním ze sedmi báňských měst. V 19. století se obec nazývala maďarsky Libetbanya. Nachází se 25 kilometrů od Banské Bystrice, směrem na Brezno po pravé straně.

## Přírodní poměry

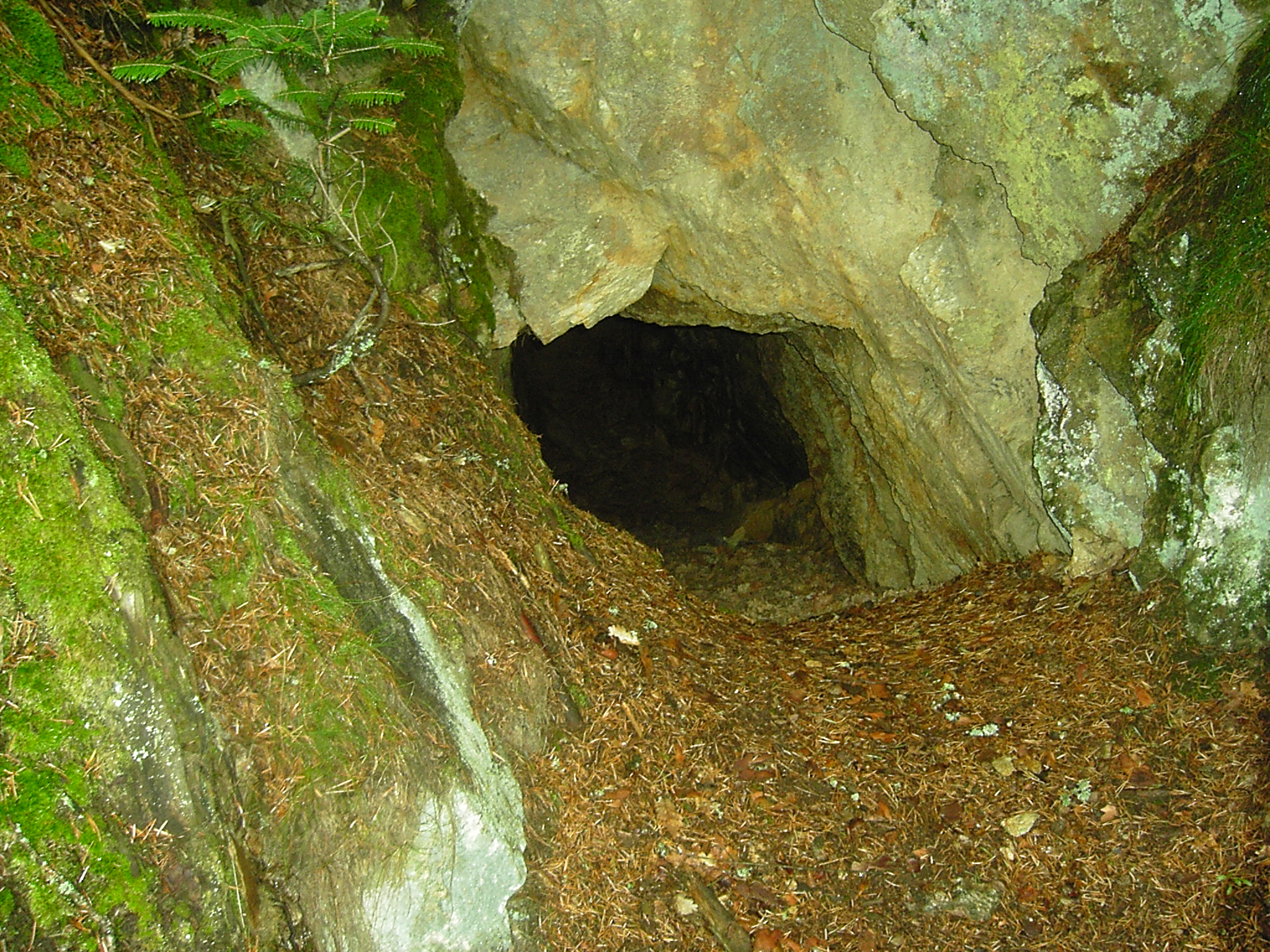
Vchod do štoly na Podlipa

Z Ľubietové je nejznámější mineralogická oblast Podlipa, odkud pocházejí unikátní nálezy minerálu libethenit, který byl poprvé popsán v Ľubietová, a podle níž dostal i název. Na Podlipa se dodnes nacházejí štoly a haldy, ze kterých vytéká voda zanechávající zelenou barvu na březích potůčků (znaky po přítomnosti mědi, která byla těžitena, ale později, po vyčerpání ložiska se těžily i železné rudy. Jiné naleziště je Kolba, kde se však těžily kobaltově-niklové rudy.
Další zajímavostí je Hrb, který je považován za geografický střed Slovenska a z něhož je za příznivého počasí nádherný výhled na Slovenské rudohoří. Obec je také vyhlášenou houbařskou oblastí. V budově OÚ se nachází muzejní místnost, která připomíná historii obce a nacházejí se tam i vzorky minerálů z okolí. Přes vesnici protéká potok Hutná, do kterého se v obci přilévá potok Vôdka. Ve Vôdce se dají najít pololodrahokamy české granáty, které jsou však příliš malé na zpracování a použití v klenotnictví.
Nad obcí je i kopec Vysoká, která je vulkanického původu.

## Historie
Během Slovenského národní povstání zde byl zajatecký tábor. V polovině října 1944 zde bylo šest zajatců, slovenských důstojníků, zastřeleno.

## Památky

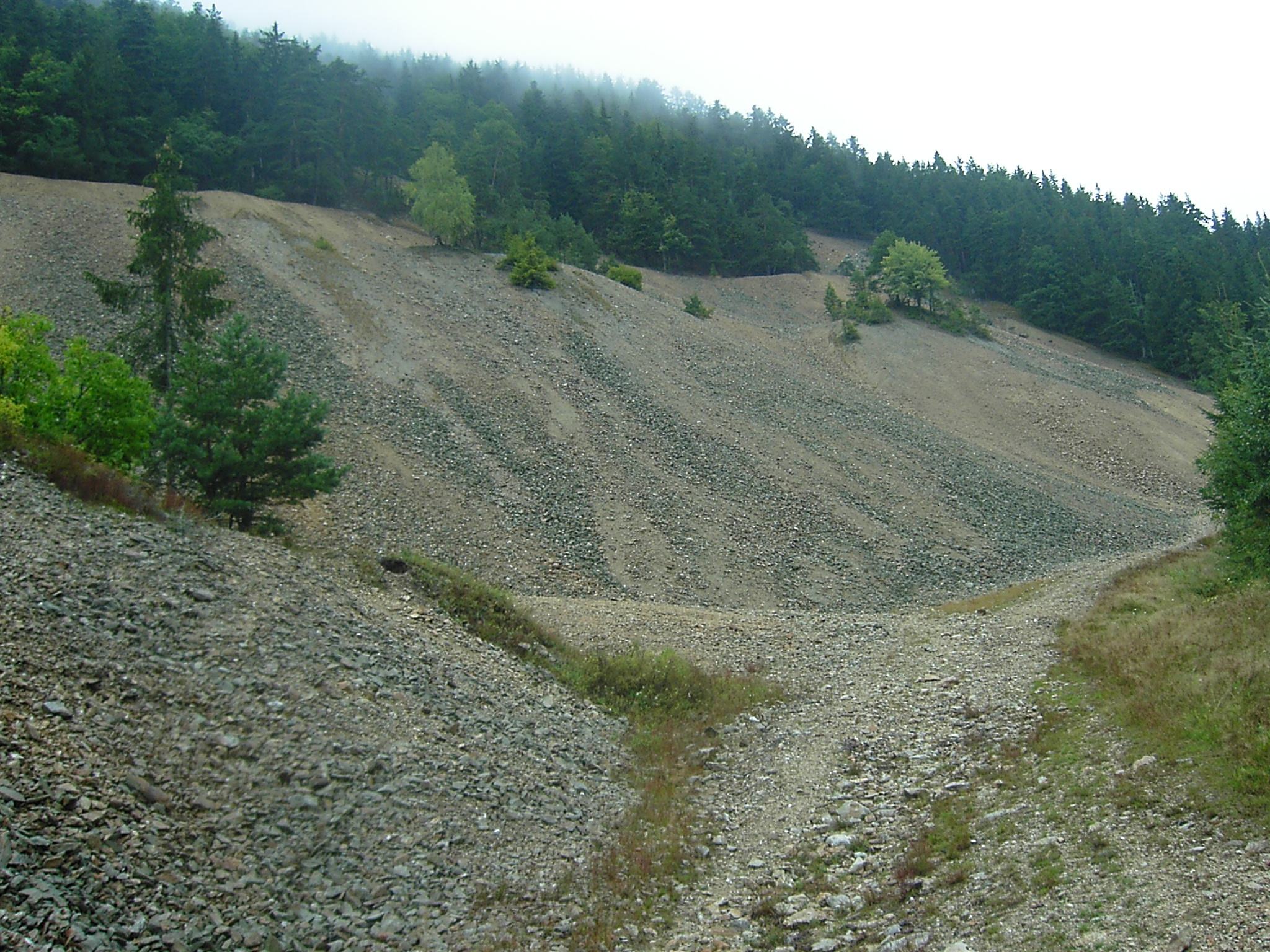
Pozůstatky hornické činnosti v místní části Podlipa - haldy

V obci se nacházejí dva kostely, evangelický a římskokatolický.
V celoslovenském kontextu je obec známá školou v přírodě.

## Rodáci
- Elemír Kossaczký – chemik
- Ján Kňazovický – lékař, chirurg
- Jozef Messerschmidt – národně-kulturní pracovník
- Jozef Jarina Kmeť – právník, národně-kulturní pracovník, zakládající člen Matice Slovenské
- Vavřinec Dunajský – sochař